# Il Petit Bras della Senna ad Argenteuil
Il Petit Bras della Senna ad Argenteuil è un dipinto di Claude Monet. Eseguito nel 1872, è conservato nella National Gallery di Londra.

## Descrizione
Si tratta di un paesaggio insolitamente convenzionale, se paragonato ad altri dipinti dell'epoca; lo stile è quello tipico di alcune scene fluviali di Charles-François Daubigny.